# Società italiana di scienze naturali
La Società italiana di scienze naturali (anche SISN in sigla) è un'associazione scientifica, senza fini di lucro, che ha lo scopo di contribuire tanto al progresso quanto alla diffusione delle discipline naturalistiche. Fondata nel 1856, ha sede a Milano, presso il Museo Civico di Storia Naturale.

## Storia

### La fondazione
La storia della SISN affonda le proprie radici nel febbraio del 1855, quando si svilupparono le prime iniziative per la fondazione di un'istituzione denominata «Società geologica residente in Milano», dietro lo sprone di Wilhelm Haidinger e per iniziativa di Ambrogio Robiati. Questi - tra il marzo e l'aprile 1855 - ne stese un primo Statuto e ne preparò gli atti, compresa l'istanza (sottoscritta anche da Federico Venanzio, Antonio Villa, Giuseppe Balsamo Crivelli, Apollinare Rocca Saporiti e Sebastiano Mondolfo) per il riconoscimento della sua formazione, provvedimento che è stato emanato con decreto luogotenziale del 15 gennaio 1856, mentre l'inaugurazione è coincisa con la prima adunanza dell'8 febbraio successivo.
Regolamentata per statuto nelle sedute del 16 e 17 marzo 1856, con sede prima presso l'Istituto privato di Robiati, poi nell'osservatorio astronomico di Brera, il riconoscimento formale della costituzione della Società, formata di 153 soci fondatori, si è registrato con la approvazione imperiale del 23 luglio 1857.
Nell'adunanza del 22 gennaio 1860, auspice il compimento del processo d'unificazione nazionale e su proposta di Giovanni Omboni, è stata adottata la denominazione corrente di "Società italiana di scienze naturali". Dal 1866 ha stabilito la propria sede presso il Museo civico di storia naturale.

### Tutti i presidenti
Dal 1855 ne sono stati presidenti:
- Ambrogio Robiati (presidente onorario perpetuo dal 1855)
- Emilio Cornalia (dal 1855 al 1882)
- Antonio Stoppani (dal 1883 al 1891)
- Gaetano Negri (dal 1892 al 1894)
- Giovanni Celoria (dal 1895 al 1898)
- Edoardo Porro (dal 1900 al 1901)
- Cristoforo Bellotti (dal 1902 al 1903)
- Ettore Artini (dal 1904 al 1911)
- Marco De Marchi (dal 1912 al 1936)
- Ugo Brizi (dal 1937 al 1943)
- Bruno Parisi (dal 1944 al 1951)
- Luigi Magistretti (dal 1952 al 1958)
- Emanuele Grill (dal 1959 al 1961)
- Giuseppe Nangeroni (dal 1962 al 1983)
- Luigi Cagnolaro (dal 1984 al 1994)
- Bruno Parisi (dal 1995 al 2002)
- Carlo Violani (dal 2002)
- Bruno Cozzi (dal 2013)

## Attività
La SISN esplica le proprie attività in particolare attraverso alcuni centri di studio che ha istituito. In tal senso ha attivato i seguenti:
- Centro studi di esobiologia;
- Centro studi di faunistica dei vertebrati;
- Centro studi invertebrati;
- Centro studi ottimizzazione biologica.

Inoltre, in collaborazione con l'istituzione museale dove ha sede, pubblica alcuni periodici. Fra questi, con cadenza di due fascicoli annui per testata, la «Rivista Italiana di Ornitologia e Natura» e gli «Atti della Società Italiana di Scienze Naturali e del Museo civico di storia naturale di Milano». Non meno prestigiose sono, sia pure aventi periodicità variabile, le «Memorie della Società Italiana di Scienze Naturali e del Museo Civico di Storia Naturale di Milano».

### Centro studi di esobiologia

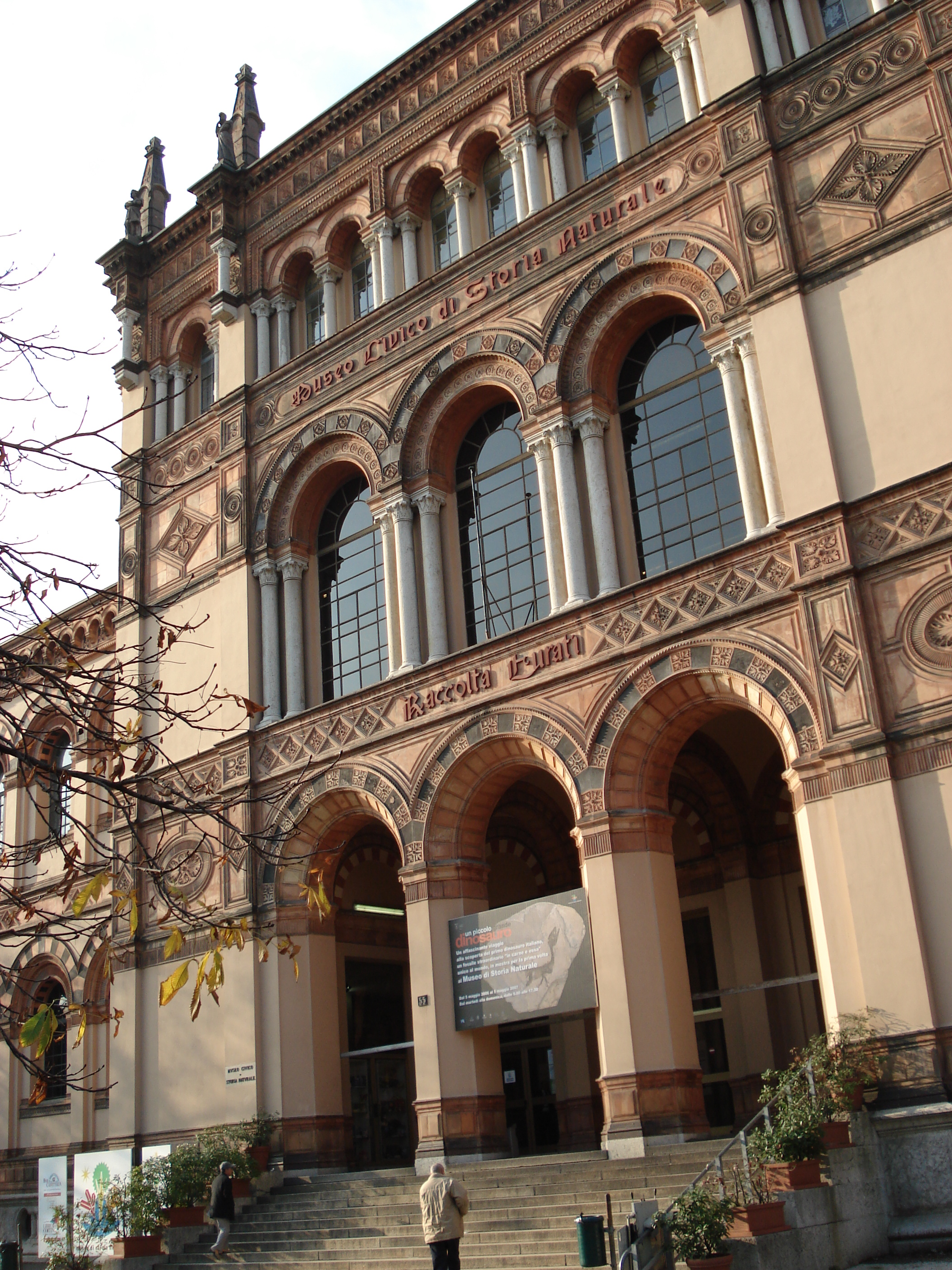
Ingresso del Museo di storia naturale (2006)

Il Centro studi di esobiologia ha sede presso il Museo civico di storia naturale di Milano (in corso Venezia 55).
Nato nel 2001 nell'area di ricerca del CNR di Bologna, ha come soci fondatori e comitato scientifico Giorgio Bianciardi, Luigi Bignami, Stelio Montebugnoli, Gianluca Ranzini, Daniele Venturoli.
I suoi scopi sono lo studio e la divulgazione dell'esobiologia, la disciplina scientifica che si occupa della ricerca della vita nello spazio.
Il Centro studi organizza manifestazioni scientifiche e promuove attività di studio e ricerca negli ambiti di sua competenza. Si propone, inoltre, come attivo punto di riferimento per lo scambio di informazioni tra istituzioni ed enti pubblici e privati che abbiano interessi negli stessi ambiti.